# كولن باترسون
كولن باترسون هو لاعب هوكي الجليد كندي، ولد في 11 مايو 1960 في Rexdale ‏ في كندا.

## وصلات خارجية
- كولن باترسون على موقع دوري الهوكي الوطني (الإنجليزية)
- كولن باترسون على موقع EliteProspects.com (الإنجليزية)
- كولن باترسون على موقع Eurohockey.com (الإنجليزية)
- كولن باترسون على موقع HockeyDB.com (الإنجليزية)
- كولن باترسون على موقع Hockey-Reference.com (الإنجليزية)